# Valentine Lawless (2e baron Cloncurry)
Valentine Brown Lawless, 2e baron Cloncurry (19 août 1773 - 28 octobre 1853), est un pair irlandais, homme politique et propriétaire terrien. Dans les années 1790, il est émissaire dans les cercles radicaux et réformistes à Londres pour la Société des Irlandais unis et est détenu à deux reprises pour suspicion de sédition. Il acquiert une notoriété pour son célèbre procès pour adultère contre son ancien ami Sir John Piers, qui a séduit la première épouse de Cloncurry, Elizabeth Georgiana Morgan. Il s'installe à Lyons Hill, Ardclough, dans le comté de Kildare, et à la mesure de son statut de lord anglo-irlandais, réconcilié avec les autorités de Dublin après sa jeunesse politiquement turbulente, sert en tant que conseiller du Vice-roi et finit par acquérir une pairie britannique.

## Jeunesse
Valentine est né à Merrion Square à Dublin. Son père, Nicholas Lawless, fils du marchand dublinois Robert Lawless, émigre jeune en France où il achète un domaine à Rouen. Plus tard, Nicholas Lawless rentre chez lui et se convertit du catholicisme à l'Église d'Irlande. Marchand de laine et banquier, Nicholas Lawless est créé baronnet en 1776 et élevé à la pairie en tant que baron Cloncurry en 1789. La mère de Valentine est Margaret Browne, fille unique et héritière de Valentine Browne de Mount Browne, comté de Limerick ; elle meurt en 1795 . La famille vit principalement à Maretimo House, Blackrock, comté de Dublin, que Nicholas a construit vers 1770.
Valentine fait ses études dans une école de Portarlington, puis à la King's School de Chester et au Trinity College de Dublin, où il obtient son baccalauréat ès arts en 1792, après quoi il passe quelque temps à l'étranger, principalement en Suisse. Pendant un certain temps, il envisage une carrière au barreau irlandais et entre au Middle Temple en 1795.

## Carrière révolutionnaire
Le mystère entoure l'implication de Lawless dans la rébellion de 1798 et la rébellion irlandaise de 1803, qui visent à établir une république indépendante en Irlande. Il est cité comme l'organisateur en chef du United Irish Movement à Londres, mais  minimise cet aspect de sa vie dans ses écrits ultérieurs lorsque le mouvement pour la démocratie a été depuis longtemps réprimé. On pense qu'il rejoint les United Irishmen en 1793, peu de temps avant que son père, le premier Lord Cloncurry, ne prenne la gestion de Lyons House. Valentin est emprisonné en juin 1798 pour suspicion de trahison à Londres, libéré, arrêté à nouveau et détenu à la Tour de Londres jusqu'en mars 1801. Il est largement admis que son long emprisonnement a précipité la mort de son père en août 1799. L'agent de Lawless, Thomas Braughall, est également arrêté et il lui est demandé de souscrire à la défense du père James O'Coigly, un leader irlandais uni pendu à Londres en 1798.

## Paris et Rome

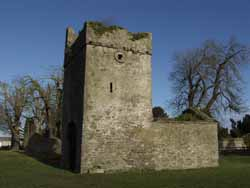
Lyons House

À sa libération, Lawless se rend à Paris puis à Rome, où il rencontre et épouse sa première femme, Elizabeth Gergiana Morgan, fille du général Charles Morgan. C'est un mariage d'amour impulsif avec une "femme qu'il adorait", mais qu'il regrette plus tard comme "hâtif et imprudent". Il est à Rome pendant la rébellion de Robert Emmet. Lawless utilise son temps à Rome pour acheter des œuvres d'art vendues par les nobles italiens sous la pression de la fiscalité oppressive de Napoléon, et envoie quatre cargaisons de navires en Irlande pour la rénovation de Lyons House. Ils comprennent une statue de Vénus mise au jour à Ostie et trois piliers du palais de Néron initialement pillés en Égypte, mais d'autres objets sont perdus lorsque la troisième cargaison coule au large de Wicklow Head.

## Lyon House
Lawless revient en 1804 pour superviser la rénovation de Lyons House pour 200 000 £ par Sir Richard Morrison (l'équivalent de 15,25 millions d'euros aujourd'hui) et la réorganisation de ses vastes domaines. Il emploie le peintre italien Gaspare Gabrielli pour peindre les fresques, un fait qui prend une grande importance lors de son action ultérieure pour adultère.
À Lyon, Lawless accueille Catherine Despard, peut-être à la demande de Sir Francis Burdett qui a aidé à lui assurer une pension à la suite de l'exécution de son mari, le capitaine Edward Despard, pour trahison (le Despard Plot) en 1803.

## Divorce et remariage

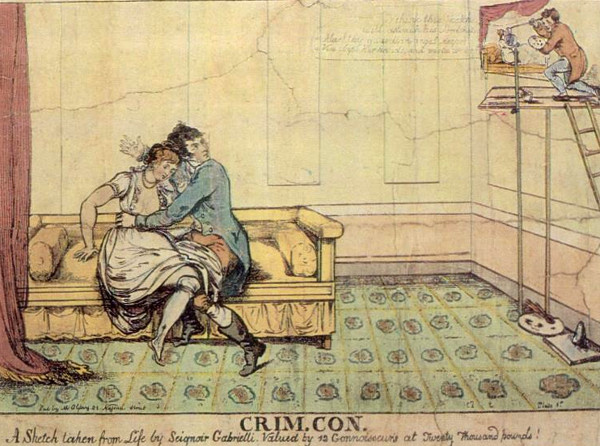
Criminel Conversation, une caricature de Sir John Piers et Lady Cloncurry vu dans une étreinte par le peintre Gaspare Gabrielli. La légende affirme que le croquis "a été évalué par 12 connaisseurs à vingt mille livres !", une allusion satirique à la somme attribuée à Lord Cloncurry par le jury dans l'affaire de la conversation pénale qui a suivi en 1807.

En 1807, Lawless intente une action sensationnelle pour conversation criminelle contre John Bennett Piers, 6e baronnet, un voisin et ami d'école dont le badinage avec Lady Cloncurry est vu par le peintre Gaspare Gabrielli alors qu'il travaille à peindre des fresques à Lyon House. Les détails sinistres de l'affaire suscitent un énorme intérêt public, en particulier la preuve à peine crédible que le couple a été trop occupé pour remarquer que le peintre était en haut d'une échelle dans la même pièce. Lawless devient méfiant pour la première fois lorsqu'il voit sa femme et Piers marcher main dans la main : il affronte sa femme qui s'effondre et avoue. Piers ne conteste pas l'action, s'étant enfui sur l'île de Man, où il reste quelques années.
Lawless reçoit la somme alors énorme de 20 000 £ de dommages-intérêts, bien qu'il ait fallu de nombreuses années avant qu'il ne touche réellement l'argent. Comme d'habitude, l'action est le prélude à un divorce d'avec sa femme, qu'il obtient par une loi privée du Parlement en 1811. Ils ont un fils, Valentine, décédé jeune, et une fille, Mary, qui épouse Henry Fock, 3e baron De Robeck, dont elle a trois enfants. Comme ses parents, son mariage se termine par un divorce par loi du Parlement. Elle se remarie en 1828 à Lord Sussex Lennox, dont elle a trois autres enfants.
Elizabeth a un deuxième fils, né en 1807, que l'on croyait généralement avoir été engendré par John Piers. Lady Cloncurry est la plus jeune fille du général Charles Morgan, commandant en chef, Inde, et de son épouse Hannah Wagstaff, fille de William Wagstaff de Manchester. Après être retournée vivre avec son père pendant quelques années, elle part en Italie, où elle se remarie avec le révérend John Sandford, le vicaire absent de Nynehead, Somerset, en 1819, et est décédée en 1857. Elle et Sandford ont une fille Anna, qui épouse Frederick Methuen (2e baron Methuen).
Son ancien mari se remarie en 1811 avec Emily Douglas, troisième fille d'Archibald Douglas et de Mary Crosbie, et veuve de Joseph Leeson, dont elle a Joseph Leeson (4e comte de Milltown). Ils ont trois autres enfants, dont Edward, 3e baron Cloncurry. Emily est décédée en 1841 : son mari dans ses mémoires rend un hommage affectueux à leurs trente années de bonheur ininterrompu.

## Conseiller vice-royal
À partir de 1811, Lawless se fait le champion de l'émancipation catholique et exhorte O'Connell à donner la priorité à l'abrogation de l'Acte d'Union. Mais ne souhaitant pas compromettre son amitié avec Henry Paget, 1er marquis d'Anglesey, le nouveau Lord Lieutenant, il est déterminé à ne pas s'afficher publiquement avec O'Connell. Après 1828, il devient membre du cabinet privé d'Anglesey et garde des chevaux à Lyon pour des réunions impromptues avec le vice-roi de 1828 à 1829 (quand Anglesey est populaire) et de 1830 à 1834 (quand il ne l'est plus). Le Château de Dublin reste cependant méfiant. En 1829, Daniel O'Connell déclare que le Lord Lieutenant a été rappelé à Londres « parce qu'il avait rendu visite à Lord Cloncurry ».
Lawles se présente aux élections législatives mais reste connu en tant que magistrat (il aide à introduire de petites sessions publiques à Kildare pour rendre le système juridique plus accessible au peuple) et en tant qu'« abolitionniste de la dîme ». Il parle de la nature « partielle et oppressive » de la collecte forcée de la dîme pour l'Église d'Irlande à la Chambre des lords en décembre 1831. D'ici là, peu de temps après la mort de Guillaume IV, il est admis au conseil privé et est créé deuxième baron Cloncurry dans la pairie britannique.

## Mort et héritage
Sa santé commence à décliner en 1851. Il meurt dans l'ancienne maison familiale, Maretimo House, Blackrock, le 28 octobre 1853, et est enterré dans le caveau familial à Lyons Hill. Le titre passe à son fils aîné survivant, Edward, qui se suicide en 1869 en se jetant par la fenêtre du troisième étage de Lyons Hill.
Daniel O'Connell, malgré leurs fréquentes et amères divergences politiques, loue chaleureusement Cloncurry : « Dans la société privée, au sein de sa famille, le modèle de vertu, dans la vie publique digne de l'admiration et de l'affection du peuple ».
Il est un bon propriétaire et travaille pour soulager les souffrances causées par la Grande Faim. Il s'intéresse vivement à la réforme du droit et, en tant que magistrat commence à tenir une cour de petite session, qui est ensuite établie à l'échelle nationale par le Petty Sessions (Ireland) Act 1851.